# Mont Celeste
Le mont Celeste est une montagne située sur l'île de Vancouver, en Colombie-Britannique au Canada. Culminant à 2 045 mètres, il s'agit du dixième plus haut sommet de l'île et du point culminant de Rees Ridge. Il est situé au sein du parc provincial Strathcona.
Sa première ascension est attribuée à Jack Horbury et Jock Sutherland, le 18 août 1934.
La montagne est notamment célèbre pour avoir donné son nom au jeu vidéo de plates-formes de 2018 Celeste,.